# Haideotriton wallacei
Haideotriton wallacei é uma espécie de salamandra da família Plethodontidae. É a única espécie do género Haideotriton.
É endémica dos Estados Unidos da América.
Os seus habitats naturais são: sistemas cársticos interiores, cavernas e habitats subterrâneos (excluindo cavernas).
Está ameaçada por perda de habitat.